# Gonodonta bidens
Gonodonta bidens är en fjärilsart som beskrevs av Charles Andreas Geyer 1832. Gonodonta bidens ingår i släktet Gonodonta och familjen nattflyn. Inga underarter finns listade i Catalogue of Life.